# شارون ویچمن
شارون ویچمن (به انگلیسی: Sharon Wichman) (زادهٔ ۱۳ مهٔ ۱۹۵۲) شناگر اهل ایالات متحده آمریکا است.